# 디파이언트 레슬링
디파이언트 레슬링(Defiant Wrestling)는 2016년 출범한 영국 내의 프로레슬링 단체로 WCPW(What Culture Pro Wrestling)이라는 이름으로 출범하여 2017년 4-4분기에 현재의 명칭으로 변경된다. 위클리쇼는 2시간 분량의 로디드가 유튜브와 트위치를 통해 시즌제로 방송 중이며, 매달 iPPV를 개최한다.

오래된 로고

## 소속 레슬러
- 코디 로즈
- 알베르토 엘 파트론

## 챔피언 현황
| 타이틀                       | 챔피언                   | 획득한 날짜      | 획득한 장소             | 전 챔피언             |
| ---------------------------- | ------------------------ | ---------------- | ----------------------- | --------------------- |
| 디파이언트 월드 챔피언       | 마티 스컬                | 2017년 10월 2일  | 리퓨즈 투 루즈 2017     | 조 헨드리             |
| 디파이언트 인터넷 챔피언     | 잭 세이버 주니어         | 2017년 10월 2일  | 리퓨즈 투 루즈 2017     | 가브리엘 키드         |
| 디파이언트 위민스 챔피언     | 케이 리 레이             | 2017년 6월 17일  | 빌트 투 디스트로이 2017 | 비 프리에스트레이     |
| 디파이언트 하드코어 챔피언   | 프라이메이트             | 2017년 6월 17일  | 빌트 투 디스트로이 2017 |                       |
| 디파이언트 월드 태그팀챔피언 | 프라이메이트 & 지미 해벅 | 2017년 10월 12일 | 로디드 시즌2            | 워 머신 (핸슨 & 로웨) |